# 福島城 (越後国)
福島城（ふくしまじょう）は、越後国頸城郡にあった近世の日本の城（平城）。福嶋城とも記される。新潟県上越市港町二丁目の上越市立古城小学校付近が本丸跡と考えられている。北は日本海、東は当時の保倉川、南には堀（現在の保倉川）、西は関川をはさんで中世以来の都市府中と向き合う場所に立地している。

## 概要
上杉景勝会津移封の後に春日山城主となった堀秀治により、山城である春日山城に代わるものとして築城が始められた。その正確な時期は明らかでないが、慶長5年（1600年）以降まもなくであろうとされる。秀治の死後家督を継いだ堀忠俊の代に完成し、慶長12年（1607年）に忠俊は春日山城を廃して福島城へ移った。城下町建設にあたっては、春日山城下や府中から多くの町人が移住したと伝えられる。
慶長15年（1610年）堀忠俊の改易後に越後の領地を継承した松平忠輝が福島城主となる。忠輝は慶長19年（1614年）、関川を遡った内陸部に高田城を築城。これにより福島城は廃城となった。高田城下の町人町には、福島城下から移転したという由緒を伝える町が少なくない。

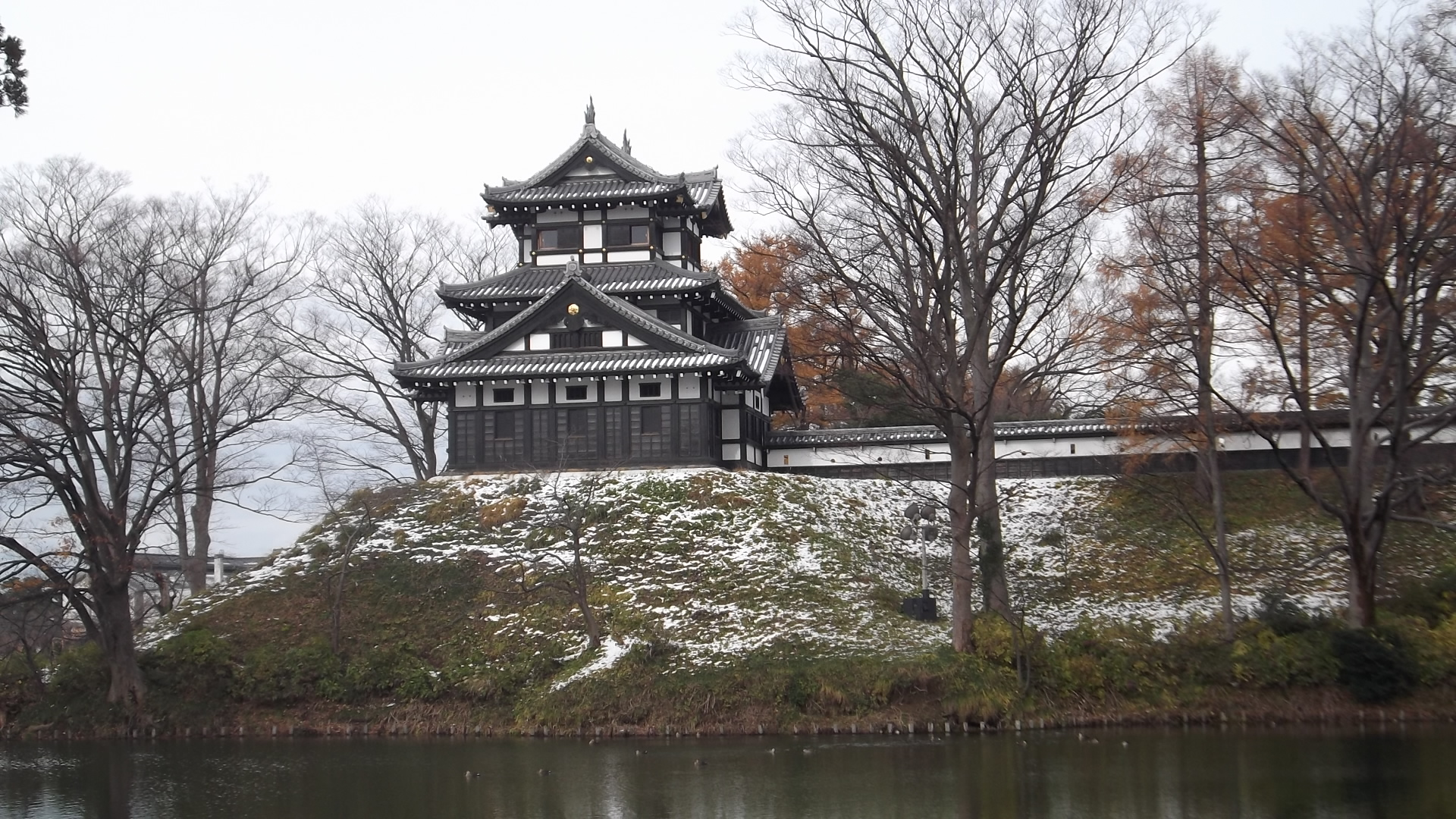
越後高田城三重櫓（新潟県上越市）

廃城にして高田城に移った理由は、日本海や川に挟まれた場所が故に度々水害に遭ったためである。なお俗説には忠輝の『波の音で眠れない』と言った我侭によるものがある。
福島城跡は昭和42年（1967年）から部分的に発掘調査が行われ、石垣遺構や陶磁器片などが出土したが、縄張りの全体像や建造物については判明していない。
福島城の名残をとどめるものとしてはわずかなものしかなく、本丸跡東南隅土塁と隅櫓礎石、土塁の腰巻石である。
古城小学校の校庭には「福島城址」と刻まれた石碑がある。

## ギャラリー

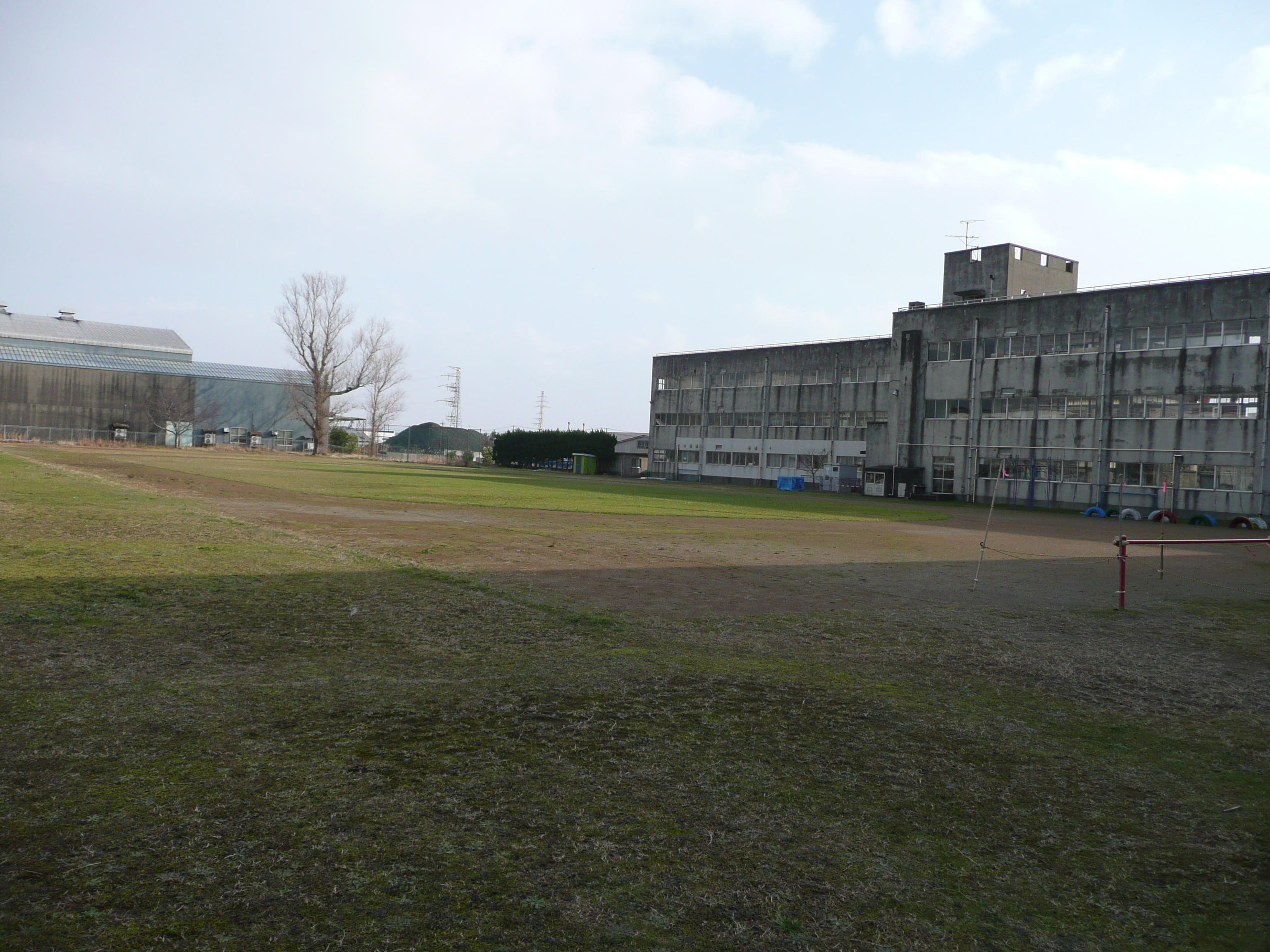
福島城の本丸跡地
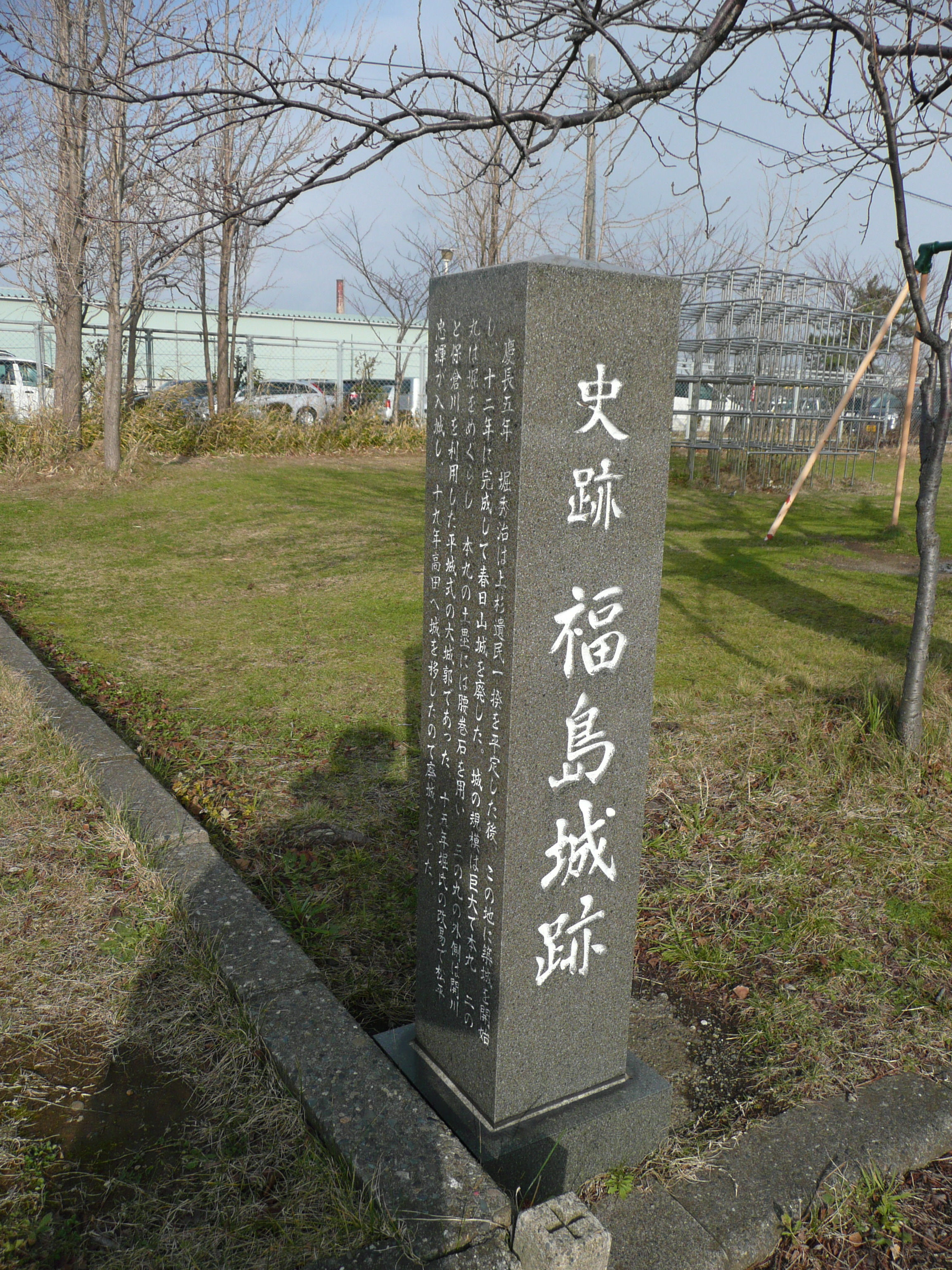
福島城の新しい石碑
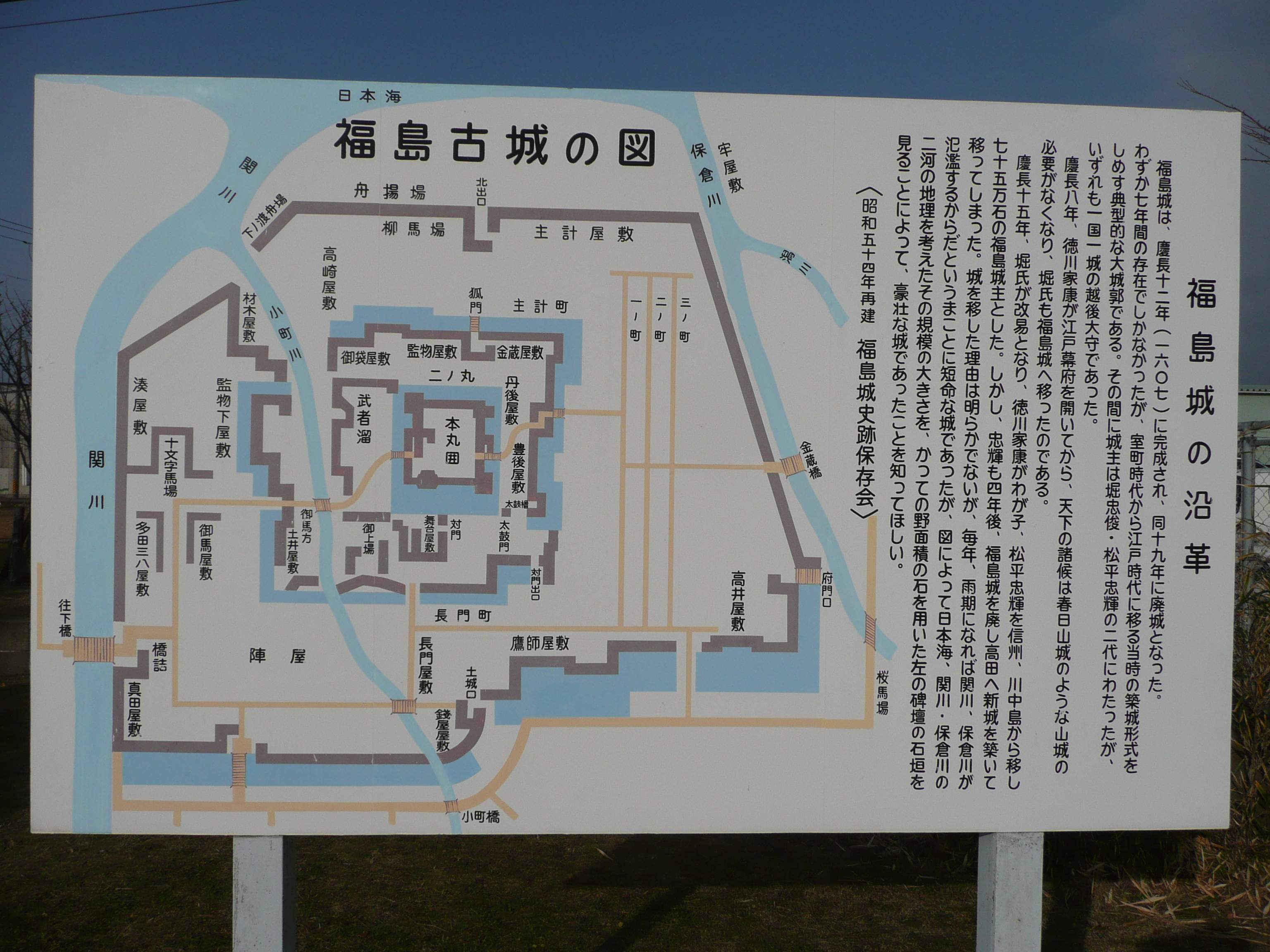
福島城の説明版
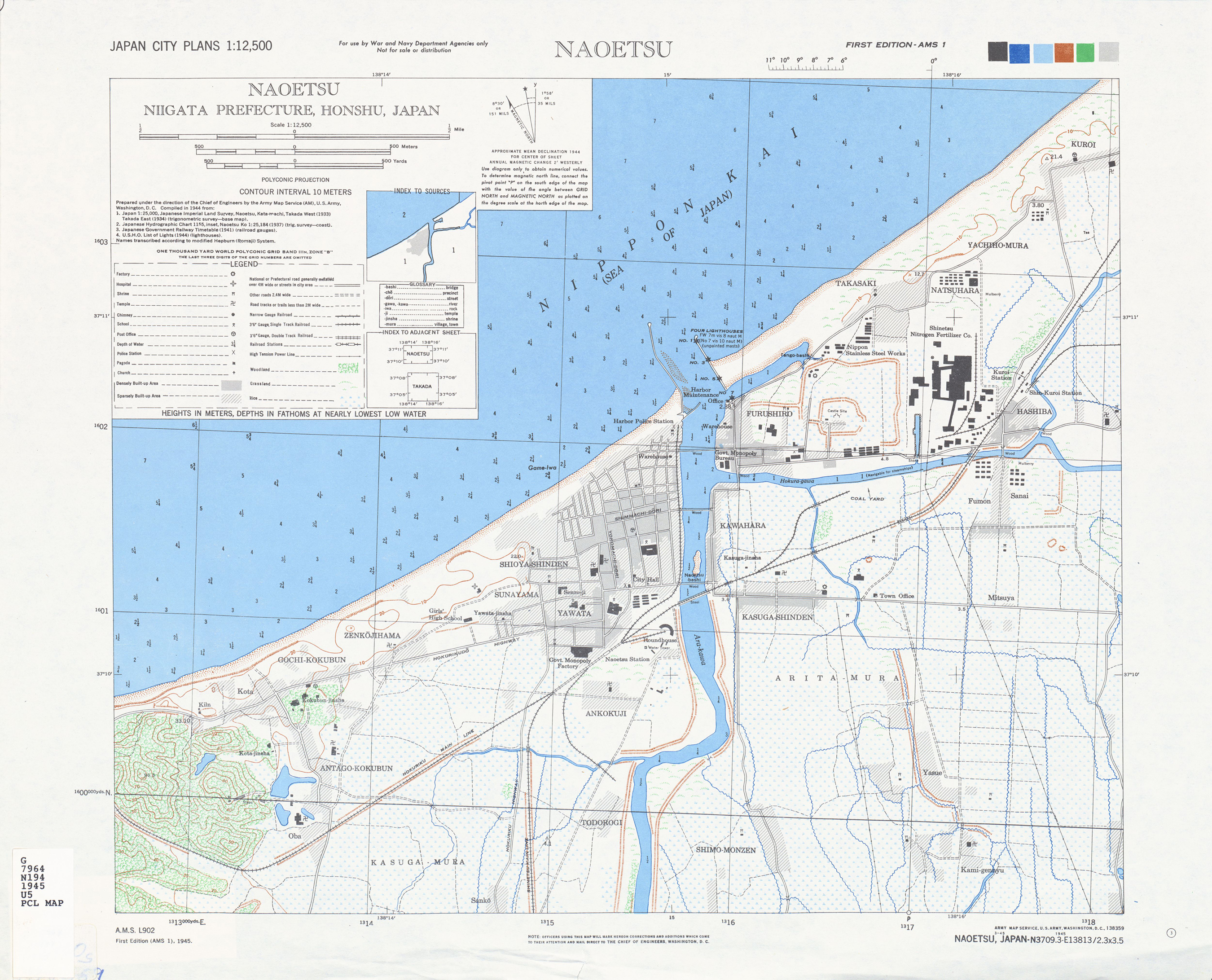
アメリカ陸軍地図局による直江津市の地図。1945年版。中央関川下流東FURUSHIROの表示の東にCastle Site。

## 遺構・復元施設
- 「史跡 福島城址」石碑 - 四角柱の石碑。ギャラリー画像も参照。
- 石垣 - 遺構の石垣上に「福島城址」碑。
- 東南隅土塁

### 周辺施設・関連資料ほか
- 湊神社 - 城址の約50メートル先にある城の守護神社。
- 福嶋城資料館[2]
- 福島城復元模型 - 石垣の左の「越後上越 三城物語」パネルに春日山城・高田城とともに復元図が描かれる[3]。
- 福島古城の図 - 同上。案内板に縄張りを中心とした平面図。

## 交通
- JR信越本線・黒井駅[4] から徒歩20分
- 佐渡汽船 直江津港ターミナルより徒歩約5分
- 北陸自動車道・上越ICから15分